# Systematic
Systematic A/S er en international softwarevirksomhed, der blev grundlagt i Danmark i 1985. Systematic har mere end 1100 medarbejdere og leverer softwareløsninger til private og offentlige sektorer i mere end 50 lande.
Systematic har foruden hovedsædet i Aarhus kontorer i København, England, USA, Finland, Australien, New Zealand, Sverige, Tyskland, Canada, Forenede Arabiske Emirater og Rumænien.
Det store Aarhus-firma, der også leverer IT-løsninger til staten, blev i december 2021 politianmeldt af Rigspolitiet, efter Danwatch og TV2 havde afsløret, at firmaet i flere år havde eksporteret et militært kommando- og kontrolsystem ved navn SitaWare til De Forenede Arabiske Emirater.[kilde mangler]

## Historie
Systematic blev grundlagt i 1985 af Michael Holm og Allan Schytt (Allan Schytt forlod virksomheden i 1992). Virksomheden blev grundlagt under navnet Systematic Software Engineering, hvilket i 2007 blev ændret til Systematic. Grundlæggeren Michael Holm er fortsat direktør for virksomheden.
I 2017 fik Systematic sin hidtil største ordre til en værdi af 1,5 milliarder kroner for kommando-kontrol systemet SitaWare til det amerikanske forsvar. I 2019 udvidede Systematic hovedkontoret på Søren Frichs Vej i Aarhus med det nybyggede Systematic Tower på 14 etager.

## Forretningsområder
Systematic leverer løsninger inden for seks forretningsområder: Defence, Healthcare, Digitalisation, Intelligence & National Security, Library & Learning og Renewables & Utilities.
Til forsvarsområdet har Systematic udviklet produkter inden for command and control (Sitaware), military messaging (IRIS) og electronic warfare (EWare). Systematic er blevet beskyldt for at omgå det danske eksportforbud af militært udstyr til Forenede Arabiske Emirater ved at sælge SitaWare via et britisk datterselskab til Emiraterne. Systematic's svar på kritikken er, at sagen ikke har noget på sig og der er hverken rejst sigtelse eller tiltale.
Inden for sundheds-it-området har Systematic udviklet sundhedsplatformen Columna. Columna består af et klinisk informationssystem (EPJ), et klinisk logistiksystem, et servicelogistik-system samt et telemedicinsk system. Til biblioteks- og læringssektoren har Systematic udviklet bibliotekssystemet Cicero samt læringsplatformen MoMo.
Systematic er leverandør af den elektroniske patientjournal Columna CIS til Region Nordjylland, Region Midtjylland og Region Syddanmark. Løsningen rummer både medicin, kliniske målinger, notater og behandlinger, samt overblik over patientens sygdomshistorik, diagnoser og kontakter i sundhedsvæsnet.

## Systematics rolle i AGF Esport
Systematic er medejer af AGF Esport og dette holds første hovedsponsor. AGF Esport blev dannet i 2018 i et samarbejde mellem AGF og Systematic. Som medejer af AGF Esport har Systematic en plads i bestyrelsen, der varetages af håndboldtræner Peter Bredsdorff-Larsen.